# أذينة أناضولية
الأذينة الأناضولية أو أذينة راسل (باللاتينية: Phlomis russeliana) نوع نباتي يتبع جنس الأذينة من الفصيلة الشفوية.

## معرض صور

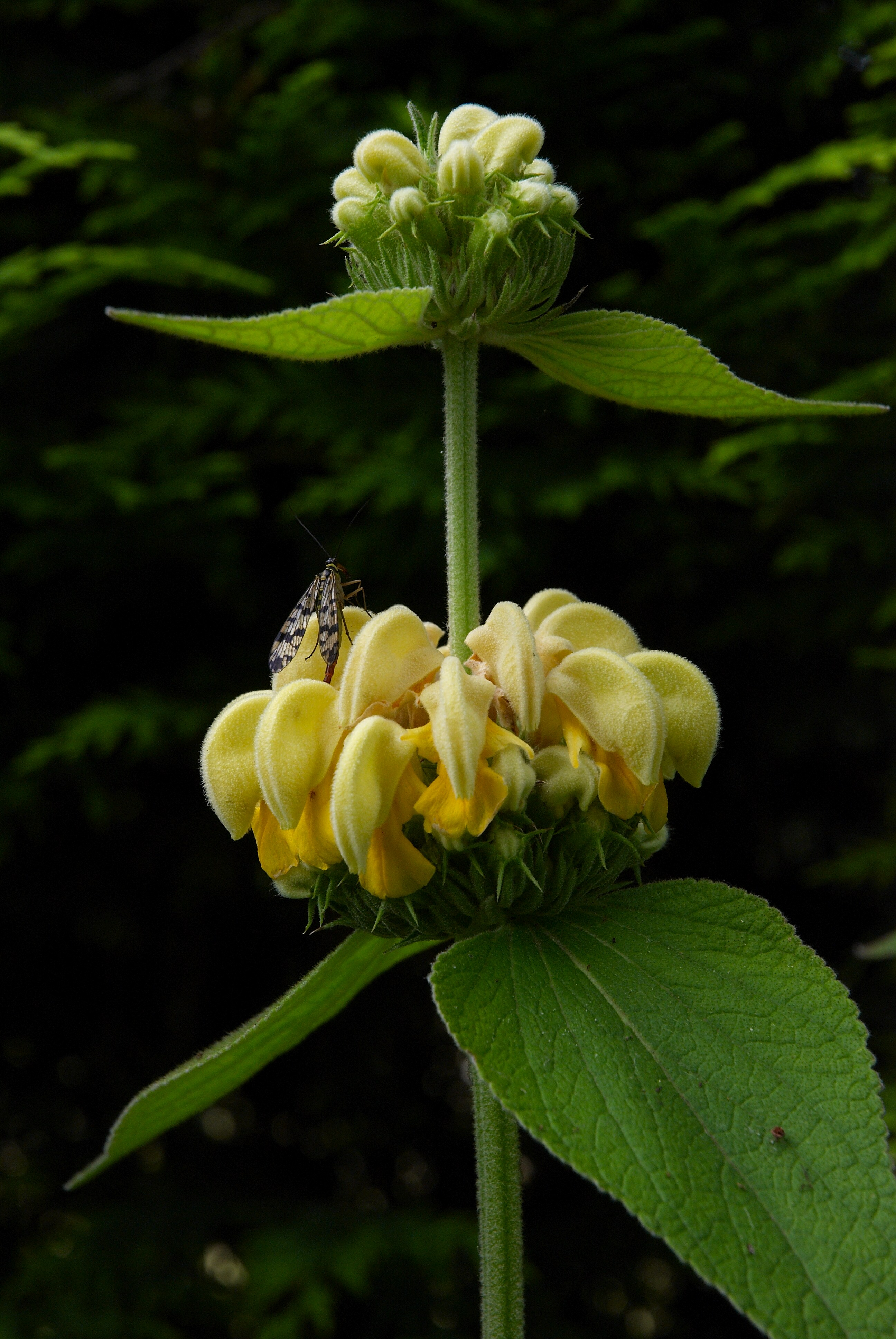
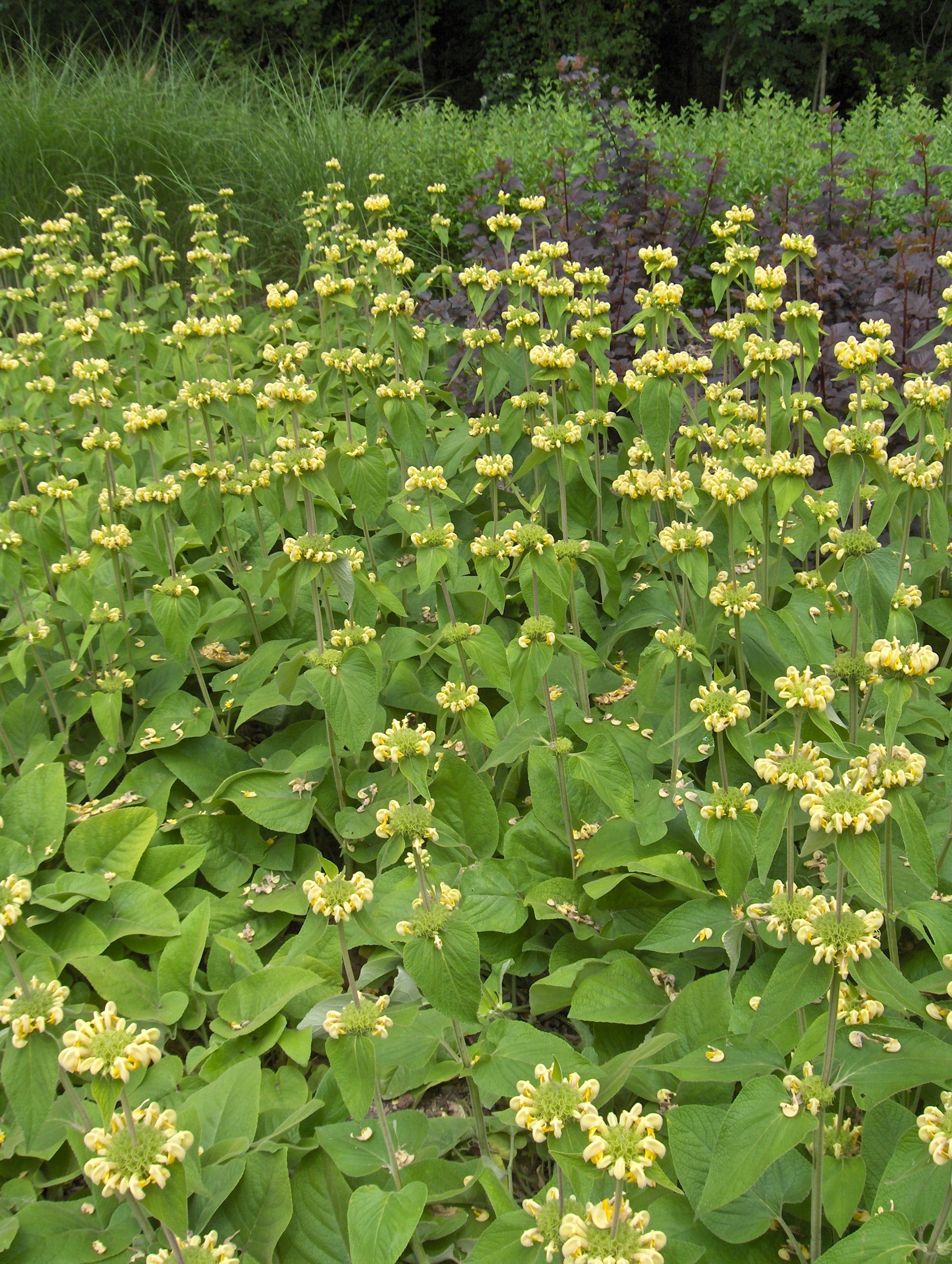
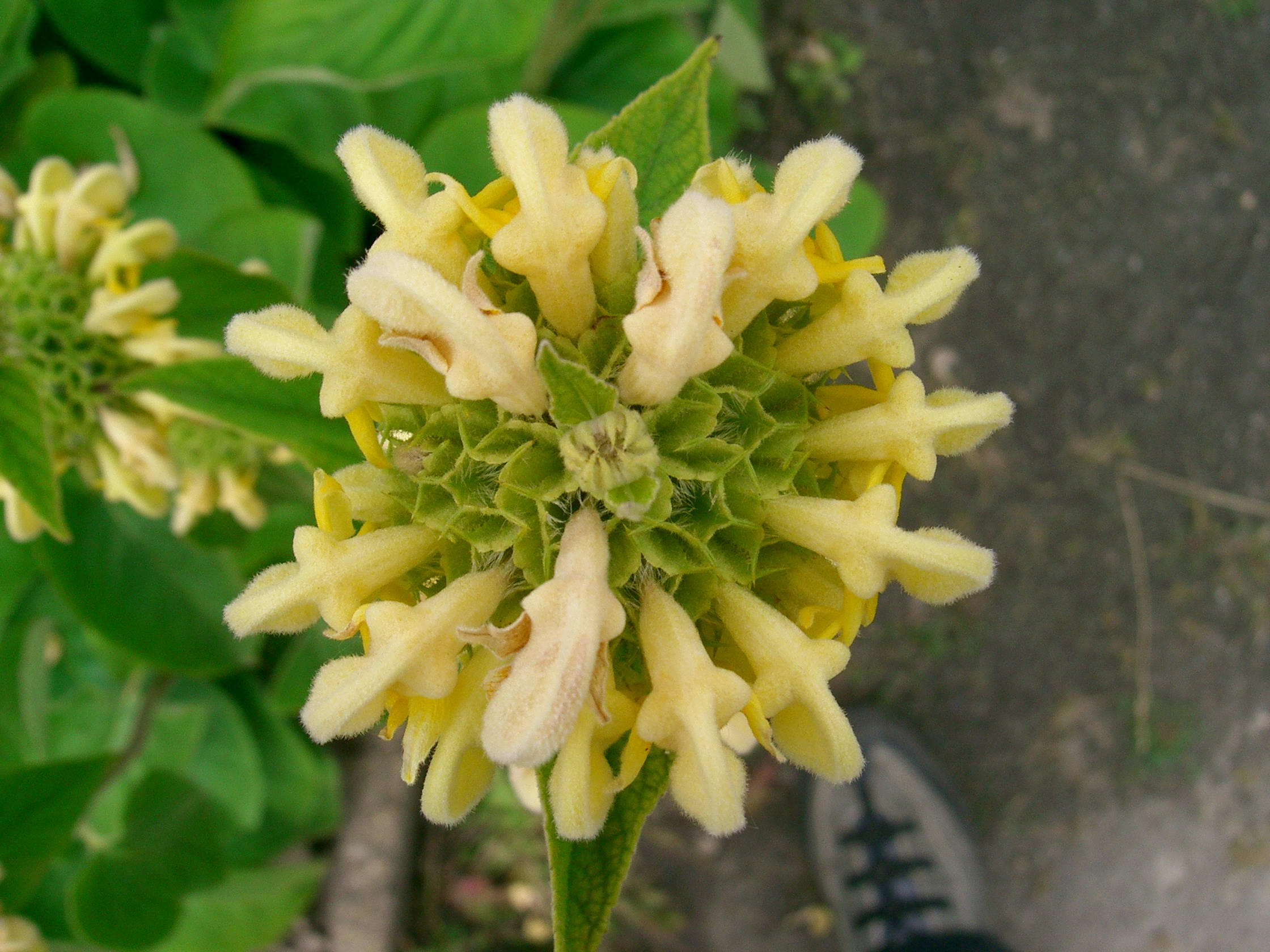

## الموئل والانتشار
موطن هذا النوع تركيا.
النبات معمر يزرع للزينة.